# Charles Hutton
Pour les articles homonymes, voir Hutton.
Charles Hutton (14 août 1737 - 27 janvier 1823) est un mathématicien britannique.

## Biographie
Hutton naît à Newcastle-upon-Tyne. Il étudie à l'école de Jesmond, tenue par M. Ivison, membre du clergé de l'Église anglicane. Il y a des raisons de penser, sur la foi de deux bulletins de salaires, que Hutton a travaillé dans une mine de charbon à Old Long Benton en 1755 et 1756. Après une promotion d'Ivison, Hutton lui succède à Jesmond, d'où il part pour Stotes Hall. Pendant qu'il enseigne le jour à Stotes Hall il étudie le soir à Newcastle. Il se marie en 1760 avec Isabella, fille de Rebecca Lukens, et commence à donner de nombreux cours particuliers à Newcastle où il a notamment pour élève John Scott, futur Lord chancelier.
En 1764 il publie son premier article, The Schoolmasters Guide, or a Complete System of Practical Arithmetic (Le guide du maître d'école, ou un système complet d'arithmétique pratique). En 1772 apparaît un tract The Principles of Bridges (Les principes des ponts) qui lui est suggéré par la destruction du pont de Newcastle lors d'une inondation.
En 1773 il est engagé comme professeur de mathématiques à l'Académie royale militaire de Woolwich et l'année suivante il devient membre de la Royal Society. Il publie un article dans les Philosophical Transactions raffinant les calculs de Nevil Maskelyne sur l'expérience du Schiehallion -- la mesure de la densité moyenne de la Terre. À cette occasion, il est le premier à utiliser des courbes de niveau sur une carte topographique. Cet article, qui sera réédité dans le deuxième volume de son Tracts on Mathematical and Philosophical Subjects, lui permet d'obtenir le diplôme de docteur en droit de l'université d'Édimbourg. Il est élu secrétaire de la Royal Society en 1779 mais sa démission en 1783 sera provoquée par Joseph Banks dont le comportement vis-à-vis de la section mathématique est quelque peu autoritaire.
Il édite un petit périodique Miscellane Mathematica qui paraît uniquement pendant treize numéros et qui sera réédité en cinq volumes sous le titre The Diarian Miscellany.
Son plus volumineux travail est l'édition abrégée des Philosophical Transactions avec G. Shaw et R. Pearson. La partie mathématique et scientifique est principalement rédigée par Hutton et est complété en 1809 sous la forme de 18 volumes. Son nom apparaît pour la première fois en 1764 dans le Ladies Diary, un almanach de poèmes et de mathématiques publié de 1704 à 1871 dont il est l'éditeur de 1874 à 1817.
Il abandonne l'enseignement en 1807. Hutton reçoit la médaille Copley en 1778.